# Айва бенгальская
Эгле мармеладное, или Э́гле мармела́довое, или айва́ бенга́льская (лат. Aēgle marmēlos) — плодовое дерево; вид рода Aegle семейства Рутовые.

## Описание
Баиль — медленнорастущее дерево высотой 12-15 м высотой с овальными листьями 4-10 см длиной 2-5 см шириной. Плод круглый или продолговатый, диаметром 5-20 см, с тонкой деревянистой оболочкой, серо-зелёной, когда плод недозрелый, и желтоватой, когда он созревает. Внутри плода находится центральное ядро и 8-20 треугольных сегментов, с тонкими тёмно-оранжевыми стенами, заполненных бледно-оранжевой душистой тестообразной сладкой, чуть вяжущей, мякотью.

## Распространение
Баиль в дикорастущем виде встречается в лесах Индии, Пакистана, Бангладеш, Шри-Ланки и Индокитая. Культивируется повсюду в Индии, на Шри-Ланке, на Филиппинах, в Малайзии и в Индонезии.

## Использование
Культовое использование.
Баиль, так же известный в индо-буддийской литературе как «плод билва» используется в шиваитском и буддийском культе. В шиваизме листьями билвы, растущими по три на черешке и оттого напоминающими трезубец Шивы, осыпают Шивалингам на праздник зимнего новолуния. В буддизме Ваджраяны плод билвы входит в число «пяти подношений чувств» (наряду с зеркалом, цимбалами, раковиной с благовонной водой и шёлковым шарфом), где символизирует вкус, а также в подношение «восьми благовещих эмблем», символизирующим дары, поднесённые бодхисаттве Шакьямуни (наряду с зеркалом, целебным эликсиром, творогом, раковиной, травой «дурва», киноварью и семенами горчицы).
Из плодов дерева Баиль (Матум) делают специальный чай. Высушенный плод матум очень эффективен при простудных заболеваниях.